# Луиза Сан-Феличе (роман)
«Луиза Сан-Феличе» (фр. La Sanfelice) — исторический роман французского писателя Александра Дюма-отца, написанный в 1863—1865 годах и рассказывающий о Неаполитанской революции 1798—1799 годов. В нём подвергается художественному переосмыслению биография существовавшей в реальности Луизы Сан-Феличе. Морис Драк создал на основе романа одноимённую пьесу, опубликованную в 1881 году. Роман несколько раз экранизировался.

## Сюжет
В основу сюжета романа легли реальные события, происходившие в Неаполе в 1798—1800 годах. После поражения в войне с революционной Францией местный король Фердинанд IV Бурбон бежал на Сицилию, и в Неаполе была провозглашена Партенопейская республика, находившаяся под французским протекторатом. Спустя всего год она пала из-за крестьянских восстаний и англо-русской интервенции. В Неаполе развернулся «белый террор», одной из жертв которого стала Луиза Сан-Феличе — женщина из высшего света, которая при республиканцах случайно разоблачила роялистский заговор. Её приговорили к смерти и обезглавили (11 сентября 1800 года).
В изображении Дюма заглавная героиня стала практически идеальным персонажем. Это совсем молодая женщина, жена старика, который любит её по-отечески. Луиза влюбляется в революционера Сальвато Пальмиери (это полностью вымышленный персонаж) и погибает на эшафоте, становясь жертвой рока: такую судьбу ей предсказали в первых главах романа.

## Создание и оценки
В 1860 году Александр Дюма-отец деятельно поддержал Джузеппе Гарибальди, начавшего войну против сицилийских Бурбонов. Писатель закупал для Гарибальди оружие, а после победы в войне какое-то время жил в Неаполе, где занимал почётную должность директора раскопок. Он использовал это время, чтобы изучить историю Южной Италии и собрать материал для новых книг. В 1863—1865 годах Дюма написал роман «Луиза Сан-Феличе», который выходил отдельными главами в его газете L’Indipendente.
Литературоведы констатируют, что в этой книге писатель сводил старые счёты с сицилийскими Бурбонами, которых считал своими личными врагами. Его отец Тома-Александр Дюма, генерал французской армии, попал в плен к неаполитанцам в 1799 году, когда возвращался из Египта, два года провёл в заключении, пережил попытку отравления и вернулся домой с подорванным здоровьем, из-за чего умер в возрасте 43 лет (будущему писателю тогда было всего три года). Дюма открыто назвал «Луизу Сан-Феличе» «монументом славы неаполитанского патриотизма и позора тирании Бурбонов». Король Фердинанд IV и его жена Мария Каролина Австрийская стали отрицательными персонажами, а революция, в которой Дюма видел прообраз современных ему событий, изображена с явным сочувствием.
Один из рецензентов назвал «Луизу Сан-Феличе» «последним из великих исторических романов Дюма». Сильными сторонами книги являются прекрасное знание южноитальянских реалий, динамичный сюжет, яркие диалоги; при этом обилие военных сцен может утомлять, а главная героиня получилась слишком идеализированной. Роман не имел большого успеха (во многом из-за того, что жанр «романа-фельетона» в 1860-х годах переживал кризис) и остался в тени более известных произведений Дюма, написанных раньше. В 1990-х годах он привлёк к себе внимание во Франции благодаря новому изданию, подготовленному Клодом Шоппом.
В 1881 году была поставлена на сцене и опубликована пьеса «Луиза Сан-Феличе», написанная Морисом Драком. В ней главная героиня избегает гибели благодаря французскому вмешательству. Само появление этой пьесы, написанной предположительно после смерти Дюма, литературоведы считают доказательством того, что французская публика интересовалась романом спустя много лет после его первой публикации.

## Адаптации
Роман стал литературной основой для ряда художественных фильмов. В 1942 году на экраны вышла итальянская картина «Луиза Санфеличе» режиссёра Лео Менарди с Лаурой Солари в главной роли. В 1968 году французский режиссёр Кристиан-Жак снял фильм «Эмма Гамильтон», для которого взял из романа только любовную линию леди Гамильтон и адмирала Нельсона. В 2004 году братья Тавиани сняли телефильм «Луиза Санфеличе» с Летицией Каста в главной роли.